# I Just Don't Understand
"I Just Don't Understand" is een nummer van de Zweeds-Amerikaanse actrice en zangeres Ann-Margret. Het nummer verscheen in juni 1961 als single. Een jaar later verscheen het ook op haar tweede album On the Way Up.

## Achtergrond
"I Just Don't Understand" is geschreven door Marijohn Wilkin en Kent Westberry en geproduceerd door Chet Atkins en Dick Pierce. Het is een van de eerste nummers waarop gebruik wordt gemaakt van de fuzzgitaar, die op dit nummer gespeeld werd door Billy Strange, die geldt als de uitvinder van dit instrument. In 1961 behaalde de single de zeventiende plaats in de Amerikaanse Billboard Hot 100.
"I Just Don't Understand" is gecoverd door The Beatles, die het op 16 juli 1963 opnamen voor het BBC-radioprogramma Pop Go The Beatles. Dit programma werd op 20 augustus uitgezonden. In 1994 verscheen deze versie op het album Live at the BBC. Andere artiesten die het nummer hebben gecoverd, zijn Freddie & the Dreamers, Max Merritt, Willie Nelson, Les Paul, Normie Rowe en Spoon.